# Пів цента (Свобода з заплетеним волоссям)
Пів цента із зображенням Свободи із заплетеним волоссям (англ. Braided Hair Half Cent) — монети США номіналом пів цента. Карбувалися від 1840 до 1857 року. За весь час випущено понад 500 тисяч примірників.

## Історія
Зображення на монеті аналогічне центам, карбованим у той час. Перші 9 років випуску монета вироблялася лише якості пруф, і лише 1849 року стала випускатися ще й для широкого вжитку. Ця ситуація є унікальною для монет США.
Всі монети цього типу карбувалися на Монетному дворі Філадельфії.

## Тираж
| Року | Викарбувано у Філадельфії |
| ---- | ------------------------- |
| 1840 | (близько 25)              |
| 1841 | (близько 100)             |
| 1842 | (близько 25)              |
| 1843 | (близько 25)              |
| 1844 | (близько 25)              |
| 1845 | (близько 30)              |
| 1846 | (близько 25)              |
| 1847 | (близько 25)              |
| 1848 | (близько 40)              |
| 1849 | 39 864 (близько 25)       |
| 1850 | 39 812 (близько 25)       |
| 1851 | 147 672 (близько 25)      |
| 1852 | (близько 50)              |
| 1853 | 129 694                   |
| 1854 | 55 358 (близько 25)       |
| 1855 | 56 500 (близько 25)       |
| 1856 | 40 230 (близько 225)      |
| 1857 | 35 180 (близько 275)      |

(в дужках позначено кількість монет якості пруф)
Сумарний тираж монети становить понад 500 тисяч примірників.

## Примітка
1. ↑  История полуцентовой монеты 1840–1857 годов. Архів оригіналу за 30 листопада 2010. Процитовано 10 вересня 2010.
2. ↑  Тираж полуцентовой монеты 1840–1857 по годам. Архів оригіналу за 8 березня 2011. Процитовано 10 вересня 2010.